# Карандеев, Константин Борисович

Памятник Константину Карандееву на Лычаковском кладбище во Львове

Константи́н Борисович Каранде́ев (1907—1969) — советский учёный-физик, педагог, один из основателей Сибирского отделения Академии наук СССР, основатель научной школы по теории электрических измерений и измерительным информационным системам, специалист в области электрических измерений и автоматического контроля, Член-корреспондент Академии наук СССР и АН Украинской ССР, Заслуженный деятель науки и техники Украинской ССР.

## Биография
Родился 18 июля 1907 года в селе Напольное Рязанской губернии (ныне — Сараевский район Рязанской области), в дворянской семье, отец — Борис Николаевич Карандеев, мать — Елена Николаевна урожденная Растова (1876—?), дочь депутата IV Государственной Думы Н. В. Растова.
В 1930 году окончил Ленинградский политехнический институт (ныне — Санкт-Петербургский политехнический университет Петра Великого). Научной работой занялся ещё в студенческие годы: первая научная работа — «Флора и фауна городских водоемов».
С 1936 года работал преподавателем.
Во время Великой Отечественной войны, с 1941 по 1942 год был одним из руководителей Всероссийского научно-исследовательского института метрологии имени Д. И. Менделеева (ВНИИМ), с 1942 по 1944 год — Московского государственного института мер и измерительных приборов. За научную работу, направленную на оборону блокадного Ленинграда, был награждён боевой медалью «За оборону Ленинграда».
После войны работал на должностях заместителя директора, декана факультета, заведующего кафедрой и руководителя лаборатории во Львовском политехническом институте и заведующим научным отделом в киевском Институте машиноведения и автоматики (ныне — Физико-механический институт им. Г. В. Карпенко) Академии наук УССР. Подготовил десятки кандидатов технических наук и многих инженеров.
Стал одним из основателей Сибирского отделения Академии наук СССР в Новосибирске.
В 1958 году был назначен первым директором Института автоматики и электрометрии Сибирского отделения Академии наук СССР, который организовал вместе с группой своих учеников из Львовского политехнического института. Возглавлял институт до 1967 года.
C 1965 по 1969 год работал главным редактором организованного им журнала «Автометрия».
Умер 21 сентября 1969 года.
Похоронен на Лычаковское кладбище в г. Львов.

## Награды
Награждён орденом Ленина (за участие в создании Сибирского отделения АН СССР) и медалями, в том числе медалью «За оборону Ленинграда».
Член-корреспондент Академии наук СССР (1958).
Член-корреспондент Академии наук Украинской ССР (1957).
Заслуженный деятель науки и техники Украинской ССР.

## Научные труды
Автор пятнадцати монографий и учебных пособий, а также более 200 научных статей и авторских свидетельств на изобретения.
Основные работы:
- Методы электрических измерений, М. — Л., 1952.
- Мостовые методы измерений, Киев, 1953.
- Полупроводниковые выпрямители в измерительной технике, Киев, 1954.
- Специальные методы электрических измерений, М. — Л., 1963.